# Varinella
Varinella è una frazione del comune di Arquata Scrivia, in provincia di Alessandria, situata alla foce dello Spinti nello Scrivia. 
È la porta d'ingresso principale della valle Spinti essendo facilmente raggiungibile da Arquata Scrivia.
Conserva alcune ville in stile liberty di inizio Novecento quando era località di villeggiatura di molti genovesi.

## Chiesa di Sant'Eusebio
Conserva la chiesa di Sant'Eusebio, edificata prima del XII secolo, è menzionata in una bolla papale del 1196 di papa Celestino III come dipendenza dall'abbazia di Precipiano, retta prima dai Benedettini e poi dagli Olivetani. Nel 1594 fu completamente ricostruita e passò sotto la diocesi di Tortona. Nel 1886 venne ampliata e nel 1924 decorata.